# Бики, Меньгерт Акошович
Меньге́рт Ако́шович Би́ки (род. 25 ноября 1932, Пийтерфолво) — советский учёный, инженер-электрик, кандидат технических наук, специалист в области электромагнитной индукции, лауреат Государственной премии СССР (1989). Начальник конструкторского бюро реакторов в конструкторском отделе постоянного тока, главный конструктор, генеральный конструктор «Запорожтрансформатор» (1972—2004).
Автор ряда публикаций по силовым трансформаторам и проектированию реакторов для высоковольтных линий электропередач. Автор изобретений оформленных патентами.

## Биография
Родился 25 ноября 1932 года в с. Фёдорово (ныне Пийтерфолво Закарпатской области), входившего в то время в состав Чехословакии.
В 1956 году окончил энергетический факультет Львовского политехнического института и получил диплом инженера-электрика.
Работа
- 1956—1960 Запорожский трансформаторный завод: инженер-конструктор[7];
- 1960—1972 ВНИИ трансформаторостроения: руководитель группы, начальник КБ[7];
- 1972—2004 «Запорожтрансформатор»: начальник КБ реакторов в конструкторском отделе постоянного тока, главный конструктор, генеральный конструктор[7].

Научная деятельность
Кандидат технических наук (1981). Диссертация «Исследование электромагнитных процессов и технико-экономических показателей сглаживающих реакторов предельных параметров» защищена во Всесоюзном электротехническом институте.
В 1989 году награждён Государственной премией СССР за создание оборудования на Выборгской подстанции для связи энергосистем СССР и Финляндии (разработка и внедрение комплекса электротехнического оборудования на сверхмощной несинхронной электропередаче). В 1997 году за личный вклад в деле создания конкурентноспособной продукции, освоения выпуска новых видов трансформаторов и повышения их надёжности был награждён Орденом «За заслуги» III степени Президентом Украины Л. Кучмой.

## Авторские свидетельства и патенты
СССР
- Гребенщиков В. В., Бики М. А., Суханов В. М. Активная часть электроиндукционного аппарата высокого напряжения. АС № 528621
- Воеводин И. Д., Долюк Р. П., Суханов В. М., Белецкий З. М., Бики М. А. Дисковая обмотка. АС № 677020
- Бики М. А., Суханов В. М. Индукционный аппарат. АС № 949724
- Засыпкин А. С., Рогачевский В. И., Шафир Ю. Н., Жгутов А. А., Горбунцов А. Ф., Бики М. А. Измерительный преобразователь для подключения реле защиты трансформатора и реактора. АС № 1029307
- Розенкрон Я. К., Бики М. А., Биманис В. В., Чукурс Я. К. Устройство для защиты силового трансформатора от перегрузки. АС № 1259392
- Беспалов Л. С., Бики М. А., Метельский В. П., Павлов А. А., Троян Э. Г. Устройство для осевой подпрессовки электрических обмоток. АС № 1356018. 01.06.1987
- Розенкрон Я. К., Бики М. А., Биманис В. В., Чукурс Я. К. Устройство автоматического управления вентиляторами дутья силовых трансформаторов. АС № 1394246
- Л. В. Лейтес, Бики М. А. и др. Эл. реактор с регулируемым подмагничиванием (тр-р питания). АС № 1803934

Россия
- Афиян А. С., Бики М. А., Иванченко О. Н., Патент RU 2107965. Магнитная система трехфазного трансформатора. (27.03.1998)
- Бики М. А., Иванченко О. Н., Патент RU 2118861. Бронестержневая магнитная система трехфазного трансформатора. (10.09.1998)
- Бики М. А., Иванченко О. Н., Кошель М. В. Патент RU 2119203. Шихтованная магнитная система трансформатора. (20.09.1998)
- Бики М. А., Зильберштейн В. Я. Патент RU 50045. Переключатель ответвлений обмоток трансформатора без возбуждения. (11.11.2004)

Украина
- Афіян О. С., Бікі М. А., Іванченко О. М. Патент № 2886 Магнітна система трифазного трансформатора (26.12.1994)
- Іванченко О. М., Бікі М. А., Афіян О. С. Патент № 6465 Магнітна система трансформатора (29.12.1994)
- Кошель М. В., Іванченко О. М., Бікі М. А. Патент № 10020 Шихтована магнітна система трансформатора (30.09.1996)
- Афіян О. С., Бікі М. А. Патент № 16200 Тристержнева шихтована магнітна система трансформатора (29.08.1997)
- Іванченко О. М., Бікі М. А. Патент № 12514 Бронестержнева магнітна система трифазного трансформатора (12.11.1999)
- Іванченко О. М., Бікі М. А., Афіян О. С. Патент № 12506 Магнітна система трифазного трансформатора (12.11.1999)
- Іванченко О. М., Бікі М. А., Афіян О. С. Патент № 13807 Магнітна система трансформатора (12.11.1999)
- Бікі М. А., Іванченко О. М. Патент № 27061 Пакет стрижневої шихтованої магнітної системи трансформатора (28.02.2000)
- Шафір Ю. Н., Бікі М. А., Цієр Г. І. Патент № 27394 Спосіб регулювання напруги силового трансформатора (15.09.2000)
- Бікі М. А., Савченко А. І., Уколов С. В., Вальчук В. В. Патент № 39245 Електричний стержньовий реактор (15.03.2002)
- Бікі М. А., Зільберштейн В. Я. Патент № 7222 Перемикач відгалужень обмоток трансформатора без збудження (15.06.2005)
- Бікі М. А., Зільберштейн В. Я. Патент № 7224 Перемикач відгалужень обмоток трансформатора без збудження (15.06.2005)